# Stade du 1er-Novembre-1954 (El Oued)
Pour les articles homonymes, voir Stade du 1er-Novembre-1954.
Le stade du 1er Novembre 1954 (en arabe : ملعب 1 نوفمبر 1954) est un stade de football situé dans la ville d'El Oued en Algérie. Il est principalement utilisé pour les matchs de football et les compétitions d'athlétisme. Les clubs qui évoluent au stade sont : NT Souf et l'Olympique El Oued. Le stade compte une tribune de 7 200 spectateurs.